# العلاقات الإسبانية الإندونيسية
العلاقات الإسبانية الإندونيسية هي العلاقات الثنائية التي تجمع بين إسبانيا وإندونيسيا.

## مقارنة بين البلدين
هذه مقارنة عامة ومرجعية للدولتين:
| وجه المقارنة                                              | إسبانيا                                                                             | إندونيسيا         |
| --------------------------------------------------------- | ----------------------------------------------------------------------------------- | ----------------- |
| المساحة (كم2)                                             | 505.99 ألف                                                                          | 1.90 مليون        |
| عدد السكان (نسمة)                                         | 46.73 مليون                                                                         | 263.99 مليون      |
| الكثافة السكانية (ن./كم²)                                 | 92.35                                                                               | 138.94            |
| العاصمة                                                   | مدريد                                                                               | جاكرتا            |
| اللغة الرسمية                                             | اللغة الإسبانية، اللغة الغاليسية، لغة بشكنشية، اللغة الكتالونية، اللغة الأوكسيتانية | اللغة الإندونيسية |
| العملة                                                    | يورو، بيزيتا إسبانية                                                                | روبية إندونيسية   |
| الناتج المحلي الإجمالي (بليون دولار)                      | 1.31 تريليون                                                                        | 1.02 تريليون      |
| الناتج المحلي الإجمالي (تعادل القوة الشرائية) بليون دولار | 1.77 تريليون                                                                        | 2.85 تريليون      |
| الناتج المحلي الإجمالي الاسمي للفرد دولار أمريكي          | 28.16 ألف                                                                           | 3.35 ألف          |
| الناتج المحلي الإجمالي للفرد دولار أمريكي                 | 38.00 ألف                                                                           | 10.52 ألف         |
| مؤشر التنمية البشرية                                      | 0.876                                                                               | 0.684             |
| رمز المكالمات الدولي                                      | +34                                                                                 | +62               |
| رمز الإنترنت                                              | .es                                                                                 | .id               |
| المنطقة الزمنية                                           | ت ع م+01:00، ت ع م+02:00                                                            |                   |

## مدن متوأمة
في ما يلي قائمة باتفاقيات التوأمة بين مدن إسبانية وإندونيسية:
- ترتبط بلباو مع سوراكارتا باتفاقية توأمة منذ 1988.

## منظمات دولية مشتركة
يشترك البلدان في عضوية مجموعة من المنظمات الدولية، منها:
| علم المنظمة | اسم المنظمة                               | تاريخ انضمام إسبانيا | تاريخ انضمام إندونيسيا |
| ----------- | ----------------------------------------- | -------------------- | ---------------------- |
|             | بنك التنمية الآسيوي                       | 1986                 | 1966                   |
|             | مؤسسة التنمية الدولية                     | 18 أكتوبر 1960       | 20 أغسطس 1968          |
|             | يونسكو                                    | 30 يناير 1953        | 27 مايو 1950           |
|             | وكالة ضمان الاستثمار متعدد الأطراف        | 29 أبريل 1988        | 12 أبريل 1988          |
|             | الأمم المتحدة                             | 14 ديسمبر 1955       | 28 سبتمبر 1950         |
|             | الفريق المعني برصد الأرض                  | ?                    | ?                      |
|             | الاتحاد البريدي العالمي                   | ?                    | ?                      |
|             | البنك الدولي للإنشاء والتعمير             | 15 سبتمبر 1958       | 13 أبريل 1967          |
|             | المنظمة الهيدروغرافية الدولية             | ?                    | ?                      |
|             | الاتحاد الدولي للاتصالات                  | 1866                 | 1949                   |
|             | منظمة حظر الأسلحة الكيميائية              | ?                    | ?                      |
|             | مؤسسة التمويل الدولية                     | 24 مارس 1960         | 23 أبريل 1968          |
|             | المركز الدولي لتسوية المنازعات الاستشارية | 17 سبتمبر 1994       | 28 أكتوبر 1968         |
|             | منظمة التجارة العالمية                    | ?                    | ?                      |
|             | منظمة الشرطة الجنائية الدولية             | ?                    | 5 أكتوبر 1954          |

## وصلات خارجية
- موقع وزارة الخارجية الإسبانية
- موقع وزارة الخارجية الإندونيسية